# Convocazioni al campionato europeo di pallanuoto maschile 2014
Elenco dei giocatori convocati da ciascuna Nazionale partecipante al Campionato europeo di pallanuoto maschile 2014.
L'età dei giocatori riportata è relativa al 14 luglio, data di inizio della manifestazione, così come il club di appartenenza.
Il simbolo  indica il capitano della squadra.

## Gruppo A

### Georgia
Commissario tecnico:  Jovan Popović
| N° | Nome                    | Ruolo | Data di nascita            | Squadra        |
| -- | ----------------------- | ----- | -------------------------- | -------------- |
| 1  | Zurab Chumburidze       | P     | 8 marzo 1986 (28 anni)     | Ligamus Tblisi |
| 2  | Beka Kavtaradze         | D     | 9 luglio 1990 (24 anni)    | Tblisi         |
| 3  | Damir Tsrepulia         | A     | 16 gennaio 1984 (30 anni)  | svincolato     |
| 4  | Marko Elez              | A     | 9 settembre 1980 (33 anni) | Savona         |
| 5  | Aleksander Rusishvili   | D     | 25 febbraio 1991 (23 anni) | Ligamus Tblisi |
| 6  | Marko Jelača            | D     | 15 dicembre 1982 (31 anni) | Como           |
| 7  | George Khvedeliani      | D     | 13 aprile 1988 (26 anni)   | Ligamus Tblisi |
| 8  | Mikheil Baghaturia      | A     | 9 maggio 1987 (27 anni)    | Tblisi         |
| 9  | Zurab Rurua             | A     | 8 giugno 1987 (27 anni)    | Ligamus Tblisi |
| 10 | Konstantin Gegelashvili | CB    | 7 maggio 1983 (31 anni)    | Ligamus Tblisi |
| 11 | Tato Nikoleishvili      | D     | 15 agosto 1986 (27 anni)   | Ligamus Tblisi |
| 12 | Marino Franičević       | CB    | 24 dicembre 1982 (31 anni) | svincolato     |
| 13 | Beka Kapanadze          | P     | 28 luglio 1993 (20 anni)   | Tblisi         |

### Grecia
Commissario tecnico:  Athanasios Kehagias
| N° | Nome                   | Ruolo | Data di nascita             | Squadra     |
| -- | ---------------------- | ----- | --------------------------- | ----------- |
| 1  | Konstantinos Tsalkanis | P     | 23 aprile 1982 (32 anni)    | Vouliagmeni |
| 2  | Emmanouil Mylonakis    | A     | 9 aprile 1985 (29 anni)     | Vouliagmeni |
| 3  | Giorgos Dervisis       | A     | 30 ottobre 1994 (19 anni)   | Chios       |
| 4  | Dimitrios Tigkas       | D     | 1º aprile 1993 (21 anni)    | Vouliagmeni |
| 5  | Giannīs Fountoulīs     | A     | 25 maggio 1988 (26 anni)    | Olympiakos  |
| 6  | Kiriakos Pontikeas     | D     | 9 maggio 1991 (23 anni)     | Olympiakos  |
| 7  | Chrīstos Afroudakīs    | A     | 23 maggio 1984 (30 anni)    | Vouliagmeni |
| 8  | Vangelis Delakas       | D     | 8 febbraio 1985 (29 anni)   | Olympiakos  |
| 9  | Konstantinos Mourikis  | CB    | 11 luglio 1988 (26 anni)    | Olympiakos  |
| 10 | Christodoulos Kolomvos | CB    | 26 ottobre 1988 (25 anni)   | Olympiakos  |
| 11 | Alexandros Gounas      | A     | 3 ottobre 1989 (24 anni)    | Olympiakos  |
| 12 | Angelos Vlachopoulos   | A     | 28 settembre 1991 (22 anni) | Olympiakos  |
| 13 | Stefanos Galanopoulos  | P     | 22 febbraio 1993 (21 anni)  | Olympiakos  |

### Italia
Commissario tecnico:  Sandro Campagna
| N° | Nome                | Ruolo | Data di nascita            | Squadra           |
| -- | ------------------- | ----- | -------------------------- | ----------------- |
| 1  | Stefano Tempesti C  | P     | 9 giugno 1979 (35 anni)    | Pro Recco         |
| 2  | Francesco Di Fulvio | A     | 15 agosto 1993 (20 anni)   | Pro Recco         |
| 3  | Alessandro Velotto  | D     | 12 febbraio 1995 (19 anni) | Canottieri Napoli |
| 4  | Pietro Figlioli     | A     | 29 maggio 1984 (30 anni)   | Pro Recco         |
| 5  | Alex Giorgetti      | A     | 24 dicembre 1987 (26 anni) | Pro Recco         |
| 6  | Andrea Fondelli     | D     | 27 febbraio 1994 (20 anni) | Pro Recco         |
| 7  | Massimo Giacoppo    | D     | 10 maggio 1983 (31 anni)   | Pro Recco         |
| 8  | Valentino Gallo     | A     | 17 luglio 1985 (28 anni)   | Posillipo         |
| 9  | Niccolò Figari      | D     | 24 gennaio 1988 (26 anni)  | Pro Recco         |
| 10 | Stefano Luongo      | A     | 5 gennaio 1990 (24 anni)   | Acquachiara       |
| 11 | Matteo Aicardi      | CB    | 19 aprile 1986 (28 anni)   | Pro Recco         |
| 12 | Fabio Baraldi       | CB    | 21 marzo 1990 (24 anni)    | Canottieri Napoli |
| 13 | Marco Del Lungo     | P     | 1º marzo 1990 (24 anni)    | AN Brescia        |

### Montenegro
Commissario tecnico:  Ranko Perović
| N° | Nome               | Ruolo | Data di nascita             | Squadra           |
| -- | ------------------ | ----- | --------------------------- | ----------------- |
| 1  | Zdravko Radić      | P     | 24 giugno 1979 (35 anni)    | Radnički          |
| 2  | Draško Brguljan    | A     | 27 dicembre 1984 (29 anni)  | Vasas             |
| 3  | Vjekoslav Pasković | A     | 23 marzo 1985 (29 anni)     | Galatasaray       |
| 4  | Antonio Petrović   | D     | 24 settembre 1982 (31 anni) | Primorje          |
| 5  | Darko Brguljan     | A     | 5 novembre 1990 (23 anni)   | Canottieri Napoli |
| 6  | Uroš Čučković      | D     | 25 aprile 1990 (24 anni)    | Eger              |
| 7  | Mlađan Janović     | A     | 11 giugno 1984 (30 anni)    | svincolato        |
| 8  | Nikola Janović     | A     | 22 marzo 1980 (34 anni)     | Jug Dubrovnik     |
| 9  | Aleksandar Ivović  | D     | 24 febbraio 1986 (28 anni)  | Pro Recco         |
| 10 | Saša Mišić         | CB    | 27 marzo 1987 (27 anni)     | Debrecen          |
| 11 | Filip Klikovac     | CB    | 7 febbraio 1989 (25 anni)   | Posillipo         |
| 12 | Predrag Jokić      | D     | 3 febbraio 1983 (31 anni)   | Debrecen          |
| 13 | Miloš Šćepanović   | P     | 9 ottobre 1982 (31 anni)    | Galatasaray       |

### Romania
Commissario tecnico:  Dejan Stanojević
| N° | Nome             | Ruolo | Data di nascita             | Squadra         |
| -- | ---------------- | ----- | --------------------------- | --------------- |
| 1  | Dragoş Stoenescu | P     | 30 maggio 1979 (35 anni)    | Dinamo Bucarest |
| 2  | Cosmin Radu      | CB    | 9 novembre 1981 (32 anni)   | Primorje        |
| 3  | Tiberiu Negrean  | A     | 1º settembre 1988 (25 anni) | Oradea          |
| 4  | Nicolae Diaconu  | D     | 4 settembre 1980 (33 anni)  | Steaua Bucarest |
| 5  | Andrei Cretu     | A     | 21 settembre 1989 (24 anni) | Oradea          |
| 6  | Andrei Bușilă    | D     | 10 novembre 1980 (33 anni)  | Steaua Bucarest |
| 7  | Alexandru Matei  | A     | 31 dicembre 1980 (33 anni)  | Dinamo Bucarest |
| 8  | Mihnea Chioveanu | CB    | 21 agosto 1987 (26 anni)    | Oradea          |
| 9  | Dimitri Goantă   | D     | 17 luglio 1987 (26 anni)    | Lilla           |
| 10 | Mihnea Gheorghe  | CB    | 12 novembre 1986 (27 anni)  | Steaua Bucarest |
| 11 | Alexandru Ghiban | D     | 12 ottobre 1986 (27 anni)   | Steaua Bucarest |
| 12 | Alex Popoviciu   | A     | 2 agosto 1980 (33 anni)     | Oradea          |
| 13 | Mihai Drăgușin   | P     | 5 gennaio 1984 (30 anni)    | Steaua Bucarest |

### Russia
Commissario tecnico:  Erkin Šagaev
| N° | Nome                 | Ruolo | Data di nascita             | Squadra           |
| -- | -------------------- | ----- | --------------------------- | ----------------- |
| 1  | Evgenij Kostrov      | P     | 7 novembre 1988 (25 anni)   | Kinef Kiriši      |
| 2  | Ivan Sučkov          | -     | 15 giugno 1995 (19 anni)    | Šturm             |
| 3  | Artëm Odincov        | D     | 16 gennaio 1988 (26 anni)   | Sintez Kazan'     |
| 4  | Dmitrij Antipov      | -     | 1º settembre 1984 (29 anni) | Dinamo Mosca      |
| 5  | Albert Zinnatullin   | CB    | 27 aprile 1990 (24 anni)    | Sintez Kazan'     |
| 6  | Nikita Derevjankin   | -     | 21 giugno 1994 (20 anni)    | Dinamo Mosca      |
| 7  | Vladislav Timakov    | -     | 20 luglio 1993 (20 anni)    | Sintez Kazan'     |
| 8  | Ivan Nagaev          | A     | 30 novembre 1993 (20 anni)  | Sintez Kazan'     |
| 9  | Konstantin Stepanjuk | A     | 16 ottobre 1984 (29 anni)   | Sintez Kazan'     |
| 10 | Dmitrij Cholod       | -     | 16 gennaio 1992 (22 anni)   | Dinamo Mosca      |
| 11 | Nikita Jankov        | -     | 27 marzo 1986 (28 anni)     | Sintez Kazan'     |
| 12 | Roman Šepelev        | -     | 3 agosto 1993 (20 anni)     | Sintez Kazan'     |
| 13 | Kirill Korneev       | P     | 29 settembre 1984 (29 anni) | Dinamo Astrachan' |

## Gruppo B

### Croazia
Commissario tecnico:  Ivica Tucak
| N° | Nome            | Ruolo | Data di nascita             | Squadra       |
| -- | --------------- | ----- | --------------------------- | ------------- |
| 1  | Josip PavićC    | P     | 15 gennaio 1982 (32 anni)   | Mladost       |
| 2  | Luka Bukić      | A     | 30 aprile 1994 (20 anni)    | Mladost       |
| 3  | Ivan Milaković  | D     | 13 agosto 1980 (33 anni)    | Mladost       |
| 4  | Luka Lončar     | CB    | 26 giugno 1987 (27 anni)    | Mladost       |
| 5  | Maro Joković    | A     | 1º ottobre 1987 (26 anni)   | Pro Recco     |
| 6  | Ivan Buljubašić | D     | 31 ottobre 1987 (26 anni)   | Primorje      |
| 7  | Petar Muslim    | A     | 26 marzo 1988 (26 anni)     | Primorje      |
| 8  | Andro Bušlje    | D     | 4 gennaio 1986 (28 anni)    | Jug Dubrovnik |
| 9  | Sandro Sukno    | A     | 30 giugno 1990 (24 anni)    | Primorje      |
| 10 | Nikša Dobud     | CB    | 5 agosto 1985 (28 anni)     | Jug Dubrovnik |
| 11 | Anđelo Šetka    | A     | 14 settembre 1985 (28 anni) | Primorje      |
| 12 | Duje Živković   | A     | 19 dicembre 1990 (23 anni)  | Mladost       |
| 13 | Marko Bijač     | P     | 12 gennaio 1991 (23 anni)   | Jug Dubrovnik |

### Francia
Commissario tecnico:  Florian Bruzzo
| N° | Nome               | Ruolo | Data di nascita             | Squadra         |
| -- | ------------------ | ----- | --------------------------- | --------------- |
| 1  | Rémi Garsau        | P     | 19 luglio 1984 (29 anni)    | Marsiglia       |
| 2  | Rémi Saudadier     | -     | 20 marzo 1986 (28 anni)     | Montpellier     |
| 3  | Arnaud Jablonski   | -     | 13 novembre 1984 (29 anni)  | Olympic Nice    |
| 4  | Enzo Khasz         | -     | 13 agosto 1993 (20 anni)    | Olympic Nice    |
| 5  | Romain Blary       | -     | 20 ottobre 1985 (28 anni)   | Strasburgo      |
| 6  | Thibaut Simon      | -     | 18 dicembre 1983 (30 anni)  | Marsiglia       |
| 7  | Mathieu Peisson    | -     | 29 settembre 1982 (31 anni) | Montpellier     |
| 8  | Manuel Laversanne  | -     | 10 maggio 1987 (27 anni)    | Olympic Nice    |
| 9  | Mehdi Marzouki     | -     | 26 maggio 1987 (27 anni)    | Noisy-le-Sec    |
| 10 | Michaël Bodegas    | -     | 13 maggio 1987 (27 anni)    | AN Brescia      |
| 11 | Petar Tomasevic    | -     | 2 gennaio 1989 (25 anni)    | Aix-en-Provence |
| 12 | Alexandre Camarasa | -     | 10 giugno 1987 (27 anni)    | Marsiglia       |
| 13 | Jonathan Moriame   | P     | 19 giugno 1984 (30 anni)    | Marsiglia       |

### Germania
Commissario tecnico:  Nebojša Novoselac
| N° | Nome                  | Ruolo | Data di nascita             | Squadra        |
| -- | --------------------- | ----- | --------------------------- | -------------- |
| 1  | Roger Kong            | P     | 22 settembre 1984 (29 anni) | Waspo Hannover |
| 2  | Erik Bukowski         | -     | 18 novembre 1986 (27 anni)  | Waspo Hannover |
| 3  | Timo van der Bosch    | -     | 29 novembre 1993 (20 anni)  | Spandau        |
| 4  | Julian Real           | -     | 22 dicembre 1989 (24 anni)  | Duisburg       |
| 5  | Jan Obschernikat      | -     | 15 dicembre 1992 (21 anni)  | Duisburg       |
| 6  | Maurice Jüngling      | -     | 6 ottobre 1991 (22 anni)    | Spandau        |
| 7  | Heiko Nossek          | -     | 14 marzo 1982 (32 anni)     | Esslingen      |
| 8  | Paul Schüler          | -     | 14 giugno 1987 (27 anni)    | Duisburg       |
| 9  | Marko Stamm           | -     | 30 agosto 1988 (25 anni)    | Spandau        |
| 10 | Moritz Oeler          | -     | 21 ottobre 1985 (28 anni)   | Spandau        |
| 11 | Andreas Schlotterbeck | -     | 2 marzo 1982 (32 anni)      | Spandau        |
| 12 | Dennis Eidner         | -     | 4 agosto 1989 (24 anni)     | Duisburg       |
| 13 | Moritz Schenkel       | P     | 4 settembre 1990 (23 anni)  | Duisburg       |

### Serbia
Commissario tecnico:  Dejan Savić
| N° | Nome               | Ruolo | Data di nascita            | Squadra      |
| -- | ------------------ | ----- | -------------------------- | ------------ |
| 1  | Gojko Pijetlović   | P     | 7 giugno 1983 (31 anni)    | Ferencváros  |
| 2  | Dušan Mandić       | D     | 16 giugno 1994 (20 anni)   | Partizan     |
| 3  | Živko Gocić        | D     | 22 agosto 1982 (31 anni)   | Szolnok      |
| 4  | Sava Ranđelović    | A     | 17 luglio 1993 (20 anni)   | Stella Rossa |
| 5  | Miloš Ćuk          | D     | 21 dicembre 1990 (23 anni) | Partizan     |
| 6  | Duško Pijetlović   | CB    | 25 aprile 1985 (29 anni)   | Pro Recco    |
| 7  | Slobodan Nikić     | CB    | 25 gennaio 1983 (31 anni)  | Galatasaray  |
| 8  | Milan Aleksić      | A     | 13 maggio 1986 (28 anni)   | Szolnok      |
| 9  | Nikola Rađen       | A     | 29 gennaio 1985 (29 anni)  | Olympiakos   |
| 10 | Filip Filipović    | D     | 2 maggio 1987 (27 anni)    | Pro Recco    |
| 11 | Andrija Prlainović | D     | 28 aprile 1987 (27 anni)   | Pro Recco    |
| 12 | Stefan Mitrović    | D     | 29 marzo 1988 (26 anni)    | Szolnok      |
| 13 | Branislav Mitrović | P     | 30 gennaio 1985 (29 anni)  | Debrecen     |

### Spagna
Commissario tecnico:  Gabriel Hernández
| N° | Nome                | Ruolo | Data di nascita             | Squadra     |
| -- | ------------------- | ----- | --------------------------- | ----------- |
| 1  | Iñaki Aguilar       | P     | 9 settembre 1983 (30 anni)  | Terrassa    |
| 2  | Alberto Munárriz    | -     | 19 maggio 1994 (20 anni)    | Barceloneta |
| 3  | Javier Bustos       | -     | 24 febbraio 1994 (20 anni)  | Real Canoe  |
| 4  | Marc Roca           | -     | 21 gennaio 1988 (26 anni)   | Barceloneta |
| 5  | Guillermo Molina    | -     | 16 marzo 1984 (30 anni)     | AN Brescia  |
| 6  | Marc Minguell       | -     | 14 gennaio 1985 (29 anni)   | Barceloneta |
| 7  | Balazs Sziranyi     | -     | 10 gennaio 1983 (31 anni)   | Barceloneta |
| 8  | Albert Español      | -     | 29 ottobre 1985 (28 anni)   | Barceloneta |
| 9  | Marc Larumbe        | -     | 30 maggio 1994 (20 anni)    | Catalunya   |
| 10 | Francisco Fernández | -     | 21 giugno 1986 (28 anni)    | Barceloneta |
| 11 | Blai Mallarach      | -     | 21 agosto 1987 (26 anni)    | Olympiakos  |
| 12 | Xavier García       | -     | 5 gennaio 1984 (30 anni)    | Primorje    |
| 13 | Eduardo Lorrio      | P     | 25 settembre 1993 (20 anni) | Real Canoe  |

### Ungheria
Commissario tecnico:  Tibor Benedek
| N° | Nome                | Ruolo | Data di nascita             | Squadra      |  |
| -- | ------------------- | ----- | --------------------------- | ------------ |  |
| 1  | Viktor Nagy         | P     | 24 luglio 1984 (29 anni)    | Szolnok      |  |
| 2  | Miklós Gór-Nagy     | -     | 8 gennaio 1983 (31 anni)    | Orvosegyetem |  |
| 3  | Norbert Madaras     | -     | 1º dicembre 1979 (34 anni)  | Szolnok      |  |
| 4  | Balázs Erdélyi      | -     | 16 febbraio 1990 (24 anni)  | Eger         |  |
| 5  | Márton Vámos        | -     | 24 giugno 1992 (22 anni)    | Szolnok      |  |
| 6  | Norbert Hosnyánszky | -     | 4 marzo 1984 (30 anni)      | Eger         |  |
| 7  | Ádám Decker         | -     | 29 febbraio 1984 (30 anni)  | Szeged       |  |
| 8  | Márton Szivós       | -     | 19 agosto 1981 (32 anni)    | Eger         |  |
| 9  | Dániel Varga        | -     | 25 settembre 1983 (30 anni) | Szolnok      |  |
| 10 | Dénes Varga         | -     | 29 marzo 1987 (27 anni)     | Szolnok      |  |
| 11 | Márton Tóth         | -     | 28 settembre 1985 (28 anni) | Szolnok      |  |
| 12 | Balázs Hárai        | -     | 5 aprile 1987 (27 anni)     | Eger         |  |
| 13 | Attila Decker       | P     | 25 agosto 1987 (26 anni)    | Szolnok      |  |

## Giocatori per campionato
| Paese      | Giocatori | Percentuale |
| ---------- | --------- | ----------- |
| Totale     | 156       |             |
| Italia     | 24        | 15.38%      |
| Ungheria   | 22        | 14.10%      |
| Croazia    | 16        | 10.26%      |
| Grecia     | 15        | 9.61%       |
| Francia    | 13        | 8.33%       |
| Germania   | 13        | 8.33%       |
| Russia     | 13        | 8.33%       |
| Romania    | 11        | 7.05%       |
| Spagna     | 10        | 6.41%       |
| Georgia    | 9         | 5.77%       |
| Serbia     | 4         | 2.56%       |
| Turchia    | 3         | 1.92%       |
| Svincolati | 3         | 1.92%       |

## Giocatori per club
| Giocatori | Squadra                     |
| --------- | --------------------------- |
| 13        | Pro Recco                   |
| 10        | Olympiakos, Szolnok         |
| 7         | Primorje, Sintez Kazan'     |
| 6         | Barceloneta, Ligamus Tblisi |